# Palaiomonástiro
Palaiomonástiro är en ort i Grekland.   Den ligger i prefekturen Trikala och regionen Thessalien, i den centrala delen av landet, 240 km nordväst om huvudstaden Aten. Palaiomonástiro ligger 176 meter över havet och antalet invånare är 1 182.
Terrängen runt Palaiomonástiro är varierad. Runt Palaiomonástiro är det ganska glesbefolkat, med 42 invånare per kvadratkilometer. Närmaste större samhälle är Trikala, 13,9 km nordost om Palaiomonástiro. Trakten runt Palaiomonástiro består till största delen av jordbruksmark.